# بیمارستان روان‌پزشکی برودمور
بیمارستان برودمور (انگلیسی: Broadmoor Hospital) یا به عبارت صحیح‌تر بیمارستان روان‌پزشکی برودمور یک بیمارستان روان‌پزشکی فوق امنیتی در شهرک کروتورن، شهرستان بارکشر، انگلستان است. این بیمارستان روان‌پزشکی در بین سه تیمارستان فوق امنیتی انگلستان، قدیمی‌ترین تیمارستان می‌باشد، دو تیمارستان دیگر بیمارستان روان‌پزشکی اشورث در نزدیکی لیورپول و بیمارستان روان‌پزشکی رامپتون در ناتینگهام‌شر هستند. حوزه خدمات‌رسانی بیمارستان چهار ناحیه سرویس سلامت ملی شامل: لندن، شرق، جنوب‌شرقی و جنوب‌غربی را دربر می‌گیرد.